# Malá Bránica (potok)
Malá Bránica – potok, lewy dopływ potoku Veľká Bránica na Słowacji. Jest ciekiem wodnym V rzędu i ma długość 5,9 km. Najwyżej położone źródła ma na wysokości około 1280 m na północno-zachodnich stokach wzniesienia Hole w Małej Fatrze Krywańskiej. Spływa początkowo w północno-zachodnim, później północnym kierunku doliną Malá  Bránica i w należącej do miejscowości Belá osadzie Bránica uchodzi do potoku Veľká Bránica. Następuje to na wysokości około 520 m. Niemal cała zlewnia potoku  Malá Bránica znajduje się w obrębie Parku Narodowego Mała Fatra (z wyjątkiem niewielkiego obszaru przed ujściem). Cała zlewnia potoku to obszar zalesiony i niezamieszkany, tylko przy samym ujściu doliny znajduje się kilka domów osiedla Bránica.
Wzdłuż dolnego biegu potoku prowadzi znakowany szlak turystyczny.

## Szlak turystyczny
Belá – Malá Bránica – Sedlo na koni – Bublen. Czas przejścia: 2.50 h